# Piper daguanum
Piper daguanum är en pepparväxtart som beskrevs av C. Dc.. Piper daguanum ingår i släktet Piper och familjen pepparväxter. Inga underarter finns listade i Catalogue of Life.